# Botanical Journal of the Linnean Society
Botanical Journal of the Linnean Society (ISSN 0024-4074) — английский ботанический журнал для публикации научных исследований в различных областях науки о растениях.
Официальный орган Лондонского Линнеевского общества (Linnean Society of London).
Стандартное сокращение названия по ISO 4, используемое при цитировании журнала — Bot. J. Linn. Soc.

## История
Журнал под нынешним названием выходит с 1969 года, но фактически является продолжением трудов общества, издаваемых с первой половины XIX века (1838). Первый том вышел в 1856 году под названием Journal of the Proceedings of the Linnean Society of London. Botany (	J. Proc. Linn. Soc., Bot.). 
С 1865 по 1968 год журнал выходил под названием Journal of the Linnean Society, Botany (J. Linn. Soc., Bot.)
В журнале печатались многие известные биологи, включая Ч.Дарвина.
В 2009 году вошёл в Список 100 самых влиятельных журналов биологии и медицины за последние 100 лет по данным Special Libraries Association. Уровень цитирования (Импакт-фактор): 0.984.
В январе 2011 года вышел 165-й том. Все статьи журнала доступны подписчикам на сайте журнала.

## Тематика
В рецензируемых журнальных статьях публикуются результаты научных исследований по всем областям ботаники, в том числе, посвященные таксономии растений и грибов, анатомии, биосистематике, цитологии, экологии, этноботанике, морфогенезису, палеоботанике, палинологии и фитохимии.

## ISSN
- Print ISSN: 0024-4074
- Online ISSN: 1095-8339